# 瑞克·傑內斯特
瑞克·傑內斯特（英語：Rick Genest；1985年8月7日—2018年8月1日）是一位加拿大藝術家、演員和時裝模特兒。他也被稱為殭屍男孩（Zombie Boy），曾出演女神卡卡的MV。

## 个人生活
傑內斯特出生在加拿大魁北克省沙托盖。他在被诊断患有脑部肿瘤之后进行了纹身。他在候诊名单上的六个月期间，他一直在思考自己的生活和可能到来的死亡，以减轻手术面临的困难。

## 外部連結
- 瑞克·傑內斯特在互联网电影资料库（IMDb）上的資料（英文）
- 瑞克·傑內斯特在爛番茄上的頁面（英文）